# Phalangoduna
Phalangoduna is een geslacht van hooiwagens uit de familie Zalmoxioidae.
De wetenschappelijke naam Phalangoduna is voor het eerst geldig gepubliceerd door Roewer in 1949. 

## Soorten
Phalangoduna is monotypisch en omvat slechts de volgende soort:
- Phalangoduna granosa